# Petrus Stornebrink

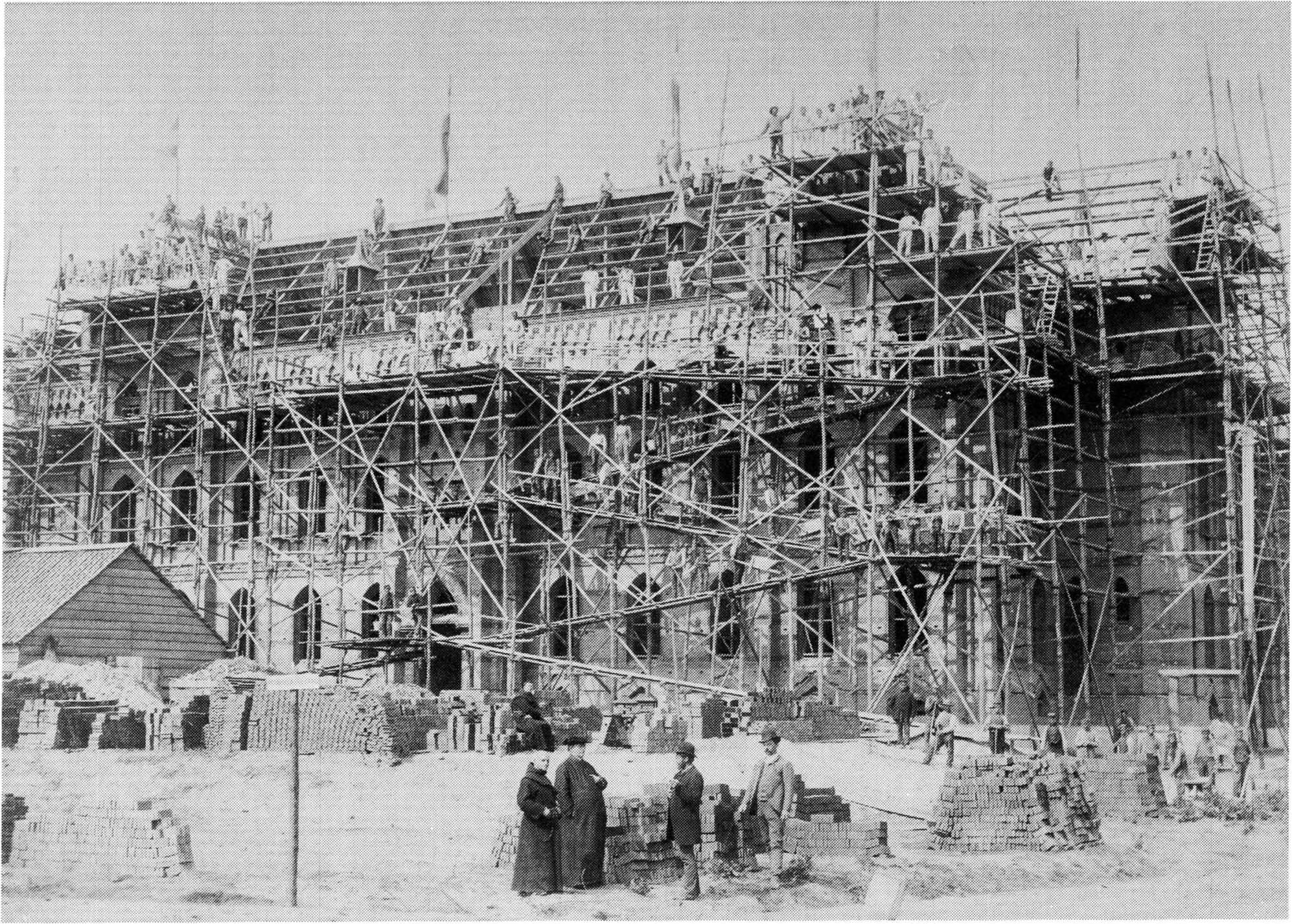
Stornebrink en zijn opdrachtgever P.J. van Lieshout voor het in aanbouw zijnde klooster in Alverna. 1887.

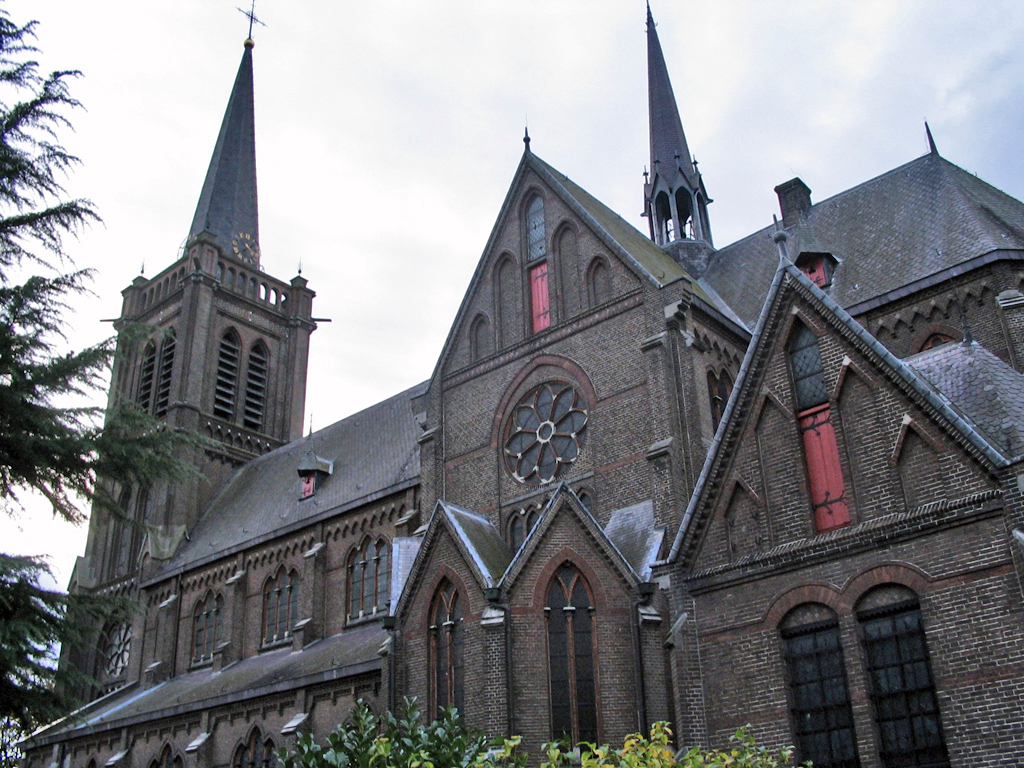
Sint-Willibrorduskerk te Heeswijk

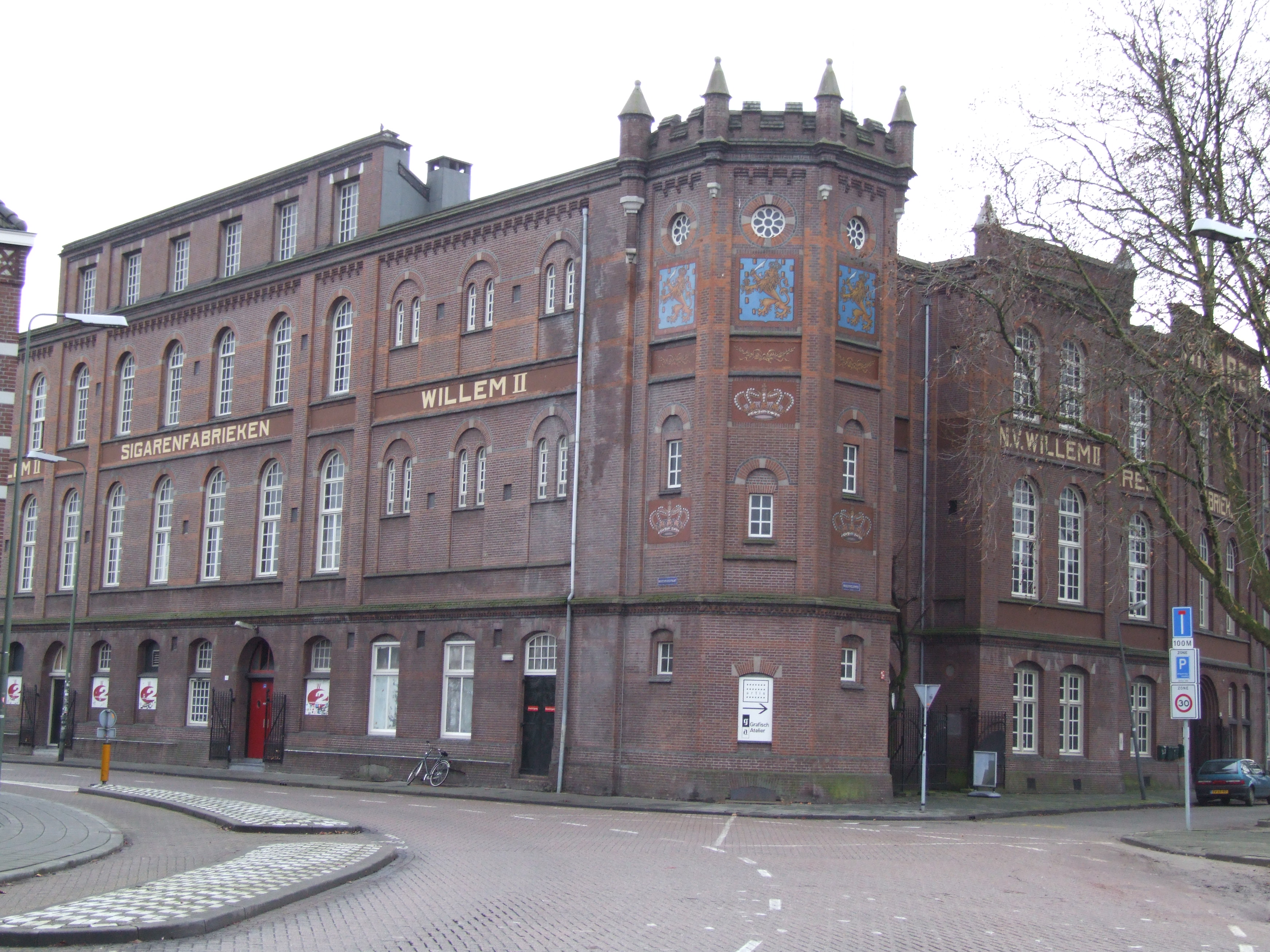
W2 concertzaal 's-Hertogenbosch

Pier (Petrus Thomas) Stornebrink (Wirdum, 19 april 1853 – Roermond, 23 november 1910) was een Nederlandse architect, geboren in Friesland, die zowel wereldlijke als kerkelijke gebouwen ontwierp en daarbij uitging van een eclectische stijl.

## Wereldlijke gebouwen
- Koninklijke Nederlandse Sigarenfabriek Eugène Goulmy & Baar, uit 1897, te 's-Hertogenbosch.
- Woonhuizen, Van der Does de Willeboissingel 6 t/m 9 te 's-Hertogenbosch, uit 1896, in eclecticistische stijl met elementen van de neo-renaissance en chaletstijl. Rijksmonument.
- Woonhuis, Van der Does de Willeboissingel 10 te 's-Hertogenbosch, uit 1890, in neorenaissancestijl. Rijksmonument.
- Woning, Guldenvliesstraat 6 te 's-Hertogenbosch, in neorenaissance- en chaletstijl. Rijksmonument.
- Hoekwoonblok, bestaande uit een drietal herenhuizen aan de Koningsweg, een winkel en twee huizen in de Gulden Vliesstraat waarvan een bovenwoning die boven de, op de hoek gelegen, winkel is gesitueerd.
- Woonblok aan het Wilhelminaplein te Gorinchem, gebouwd in 1903. De woningen waren bestemd voor de huisvesting militairen.

## Kerkelijke gebouwen
Stornebrink heeft vijf kerken ontworpen:
- Sint-Jozefkerk met klooster te Alverna (Wijchen) uit 1887
- Sint-Willibrorduskerk te Heeswijk, een neogotische bakstenen kruiskerk met vieringtoren, uit 1895
- Heilige-Martelaren-van-Gorcumkerk te Berndijk (Kaatsheuvel), een neoromaanse kruiskerk met twee torens, uit 1895
- Sint-Judocuskerk te Hernen, (1891-1892), driebeukige neoromaanse pseudobasiliek
- De Antonius Abtkerk te Schaijk, (1894-1896 en 1901-1902)

## Verder lezen
- A.R. Freem (29 juni 1889) 'Excursie naar Wijchen', De Opmerker, 24e jaargang, nummer 26, pp. 216-217. Zie Architectuurtijdschriften TU Delft[dode link].
- P. Evekink (7 september 1889) 'Bezoek aan het oude slot en aan het nieuwe franciskaner klooster te Wijchen', Bouwkundig Weekblad, 9e jaargang, nummer 36, pp. 214-215. Zie Architectuurtijdschriften TU Delft[dode link].
- Anoniem (24 december 1910) ‘Personalia’, De Opmerker, 45e jaargang, nummer 52, p. 416. Zie Architectuurtijdschriften TU Delft[dode link].